# Association olympique et des Jeux du Commonwealth du Malawi
Le Comité national olympique du Malawi (en anglais, Olympic and Commonwealth Games Association of Malawi) est le comité national olympique du Malawi, fondé en 1968.